# Löhrerlen
Löhrerlen ist ein Quartier des Wuppertaler Stadtbezirks Oberbarmen an der Grenze zu Schwelm und Langerfeld-Beyenburg.

## Geographie
Das 0,85 km² große Wohnquartier reicht im Osten bis an die Stadtgrenze zu Schwelm und im Süden an die Nordbahntrasse. Im Norden und Westen geht es in das Quartier Nächstebreck-Ost über.
Die Besiedelung im westlichen Bereich (Straßen Köttershöhe, Bramdelle und Löhrerlen) besteht hauptsächlich aus Mehrfamilienhäusern. Östlich der Nächstebrecker Straße ist das Wohnquartier dünn besiedelt. Dort befinden sich ein katholischer Friedhof und das Naturschutzgebiet Dolinengelände im Hölken mit einem geologischen Wanderpfad.
Zu den eigenständigen Ortslagen zählen Bramdelle und Hölkerfeld.